# オール・アバウト・イヴ
オール・アバウト・イヴ（All About Eve）は、イングランドのロック・バンドである。
最初のコア・メンバーは、コヴェントリー生まれのジュリアンヌ・リーガン（ボーカル）、ハダースフィールド生まれのティム・ブリッチェノ（ギター）、アンディ・カズン（ベース）で構成されていた。全英シングルチャートにおいて最高位に達したシングルは「Martha's Harbour」（1988年、10位）であった。1984年から1993年までと、1999年から2004年までで活動し、4枚の英国トップ50アルバムを達成した。バンドはゴシック・ロック・スタイルの「ユニークでフォークロックの影響を受けた楽曲」で知られていた。リーガンは1980年代後半のシーンの「確かに才能のある歌手の1人」と言われている。

## 略歴

### 基盤
元ジャーナリストのジュリアンヌ・リーガンは、ゴシック・ロック・グループ「Gene Loves Jezebel」初期のラインナップで脱退する前にベースを担当していた。その際、Xマル・ドイッチラント、The Swarm（オール・アバウト・イヴの前身バンド）のマヌエラ・ツウィングマンと一緒に在籍していた。オール・アバウト・イヴのバンド名は、ベティ・デイヴィス主演の1950年の映画『イヴの総て』から取られた。オール・アバウト・イヴのオリジナル・ラインナップは、リーガン、ツウィングマン、元Aemotti Criiのギタリストであったティム・ブリッチェノ、ベーシストのガス・ファーガソンで構成されていた。バンドは、ツウィングマンとファーガソンが脱退する前、1985年にインディーズからシングル「D for Desire」をリリースし、後にファーガソンはテスト・デパートメントで成功を収めることとなった。ブリッチェノはファーガソンの後任にアンディ・カズンを提案し、3ピース（＋ドラムマシン）のバンドとして、「In the Clouds」（1986年）と「Flowers in Our Hair」（1987年）というシングルをリリースした。「D for Desire」と「In the Clouds」の両シングルは、時々コクトー・ツインズ、スージー・アンド・ザ・バンシーズの音楽と比較されるような、部分的なエーテル・ゴシック・サウンドに基づいていた。
リーガンがザ・ミッションのアルバム『青い審判』のバック・ボーカルを歌ったことで、バンドはより大きな注目を集め、フォノグラムと契約を交わす。この頃、ドラマーのマーク・プライスがメンバーに追加された。

### デビューとチャートでの成功
セルフタイトルのデビュー・アルバム（邦題『イヴの序曲』）は、ポール・サミュエル＝スミスによってプロデュースされ、1988年にリリースされた。これには、全英ヒット・シングル「In the Clouds」「Wild-Hearted Woman」「Every Angel」「Martha's Harbour」「What Kind of Fool」が収録されている。
アルバム自体は全英アルバムチャートで7位に達し、その叙情的な楽曲の多くは、ヒッピーの理想、白魔術、夢のようなメルヘンの世界が描かれ、穏やかなフォークロックにインスパイアされたポップ・サウンドから（「エンジェルズ (angels)」と呼ばれる）多くのファンを獲得した。彼らの音楽はメディアによってゴシック・ロックと見なされることもあった。
バンドは後にBBCテレビの音楽番組『トップ・オブ・ザ・ポップス』にて「Martha's Harbour」を吹き替えで演奏することになったが、スタジオの技術的なエラーにより、バンドに音が届かないでいるうちに録音されたボーカルが放送され、その結果、BBC1のオーディエンスが録音されたバージョンの歌を聞いているのに、バンドのメンバーは画面上に静止して座ったままで、キューを待っている状態になってしまった。そのときの補償として、バンドは番組に再び招待され、次の週にも歌を演奏した。今回はボーカルがライブで演奏された。このパフォーマンスは順調に行われ、結果として良い宣伝となり、シングルチャートを駆け上がる助けとなった。
翌年にリリースされたセカンド・アルバム『スカーレット・アンド・アザー・ストーリーズ』は全英アルバムチャートで9位に達し、バンドはイギリス中をツアーした。

### 1990年代までの活動
1990年、ブリッチェノがグループを脱退（後にアルバム『ヴィジョン・シング』時代のシスターズ・オブ・マーシーや、その後のバンド、XC-NNやティン・スターに加入）し、チャーチのマーティー・ウィルソン＝パイパーが代わって加入した。1991年、アルバム『タッチ・バイ・ジーザス』をレコーディング（2曲でピンク・フロイドのデヴィッド・ギルモアのギターをフィーチャー）し、全英17位となった。レコード・レーベルを変更して翌年にMCAレコードからリリースされたアルバム『ウルトラヴァイオレット』は、全英46位に達した。その後もバンドは新しい楽曲の制作を続けたが、リーガンがすぐに脱退。残るメンバーはリーガンなしでさらに2か月間、バンドを続けたが、1993年初頭に解散し、後に作業していたアルバムは「Seeing Stars」名義でリリースされた。
リーガンはマイスというバンドを作ったり、バーナード・バトラーと仕事したり、「Jules et Jim」プロジェクトでジャン＝マーク・レーダーマンとチームを組んだりした。
1993年、ベーシストのカズンは、改編されたザ・ミッションに参加し、広範囲なツアーを行い、アルバム『ネヴァーランド』（1995年）と『Blue』（1996年）に貢献したもののバンドは再び分裂した。
1999年、ウェイン・ハッセイが再びザ・ミッションを改編したが、カズンのための空きはラインナップになかった（バンドの元ベーシストであるクレイグ・アダムスがベースの仕事を引き受けている）。カズンはリーガンにアプローチし、オール・アバウト・イヴを開放して再結成に誘うよう依頼した。申し出は受け入れられ、バンドはリーガン、カズン、ウィルソン＝パイパーに加えて、ギター/キーボードのリック・カーター（カズンとザ・ミッションで一緒だった）とドラムのデル・フッドというラインナップで再結成された。このラインナップは2000年と2001年にツアーを行い、ユニオン・チャペルにて録音されたライブ・アルバム『ライヴ・アット・ユニオン・チャペル』をリリースした。さらに、リーガン、ウィルソン＝パイパー、カズンは、主にアコースティック・トリオとして2年間、短いツアーを行い、2000年に『フェアリー・ライト・ナイツ』、2001年に『フェアリー・ライト・ナイツII (ライヴ・アコースティック)』というライブ・アルバムをリリースした。
2002年、ウィルソン＝パイパーは他のプロジェクトを追求するためにバンドを去り、かつてMallukaというバンドに在籍し、現在のSohodollsのメンバーである新しいギタリストのトニ・ハイミが代わって加入した。その年の後半、オール・アバウト・イヴは、リーガン、カズン、ハイミ、カーター、フッドというラインナップを含むライブ・アルバムとDVD『シネマソニック』をリリースした。『未発表曲集 (Return to Eden, Vol. 1: The Early Recordings)』と名付けられた初期の録音のコレクション・アルバムもリリースされた。
また2002年に、リーガンとカズンは10年ぶりとなるスタジオ・レコーディングをリリースした。EP『アイスランド』は「冬の歌」のコレクションで、「December」の再録音や、ワム!の「ラスト・クリスマス」、クイーンの「ウインターズ・テイル」、「ウォーキング・イン・ジ・エアー」といったカバー曲が収録された（1989年のオリジナル「December」シングルには、ジェスロ・タルの「The Witch's Promise」のカバー・バージョンが収録されていた）。

### その後
カーターとフッドが脱退し、ベン・サヴィギアがドラムを引き継いだ。2004年半ば、10年ぶりのシングル「Let Me Go Home」のリリース直後に、バンドは再び分裂した。リーガン、カズン、ハイミ、サヴィギアのラインナップによる彼らの最後のギグは、英国ツアーの終わり、2004年4月30日にロンドンのミーン・フィドラーで行われた。この模様は撮影され、パフォーマンスのコピーはファンのウェブサイトから入手できた。
リーガンは、後にThe Eden Houseと仕事をした。2009年4月、リーガンはFacebookページで次のように述べている。「オール・アバウト・イヴは休眠状態であり、二度と活動しないかもしれません。決して言いたくはないのですが、私たちはみんな前進していて、他の道を模索しているような状態です」。
シングルや、カギとなるアルバム曲、今までにリリースされていないレア曲、および新録音された曲で構成される『イヴの総て - オール・アバウト・イヴ・コレクション』というタイトルの2枚組CDコレクションが、2006年3月上旬にリリースされ、初回盤にはプロモーション・ビデオやテレビ出演時の映像を収めたDVDも付いていた。

### 2019年
7月20日のアポロ11号月面着陸50周年を記念して、ジュリアンヌ・リーガンとティム・ブリッチェノは、「Pale Blue Earth」と呼ばれるビデオと歌を作成した。このペアは、2019年10月31日に「Seance」と呼ばれる別の歌とビデオをリリースした。どちらの曲もYouTubeで観ることができる。
リーガンはまた、「The Dadaists」と呼ばれるプロジェクトと一緒に仕事をしており、彼女がリード・ボーカルを担当する「Searching For Sorrow」という曲をリリースしている。

## メンバー
- ジュリアンヌ・リーガン (Julianne Regan) - ボーカル、キーボード
- アンディ・カズン (Andy Cousin) - ベース
- ティム・ブリッチェノ (Tim Bricheno) - ギター
- マーク・プライス (Mark Price) - ドラム、パーカッション
- マーティー・ウィルソン＝パイパー (Marty Willson-Piper) - ギター
- ジェームス・リチャード・ジャクソン (James Richard Jackson) - ベース
- マヌエラ・ツウィングマン (Manuela Zwingmann) - ドラム
- リック・カーター (Rik Carter) - ギター、キーボード
- デル・フッド (Del Hood) - ドラム
- ロビン・ガイ (Robin Guy) - ドラム
- トニ・ハイミ (Toni Haimi) - ギター
- ベン・サヴィギア (Ben Savigear) - ドラム

## ディスコグラフィ

### スタジオ・アルバム
- 『イヴの序曲』 - All About Eve (1988年)
- 『スカーレット・アンド・アザー・ストーリーズ』 - Scarlet and Other Stories (1989年)
- 『タッチ・バイ・ジーザス』 - Touched by Jesus (1991年)
- 『ウルトラヴァイオレット』 - Ultraviolet (1992年)

### EP
- 『グラスゴー・ライヴ』 - 13 (1991年)
- Phased EP (1992年)
- 『アイスランド』 - Iceland (2002年)

### ライブ・アルバム
- 『ライヴ・イン・コンサート』 - BBC Radio One Live in Concert (1993年)
- 『フェアリー・ライト・ナイツ』 - Fairy Light Nights 1 (2000年)
- 『フェアリー・ライト・ナイツII (ライヴ・アコースティック)』 - Fairy Light Nights 2 (2001年)
- 『ライヴ・アット・ユニオン・チャペル』 - Live and Electric at the Union Chapel (2001年)
- 『シネマソニック』 - Cinemasonic (2003年)

### コンピレーション・アルバム
- 『ウィンター・ワーズ - ヒッツ&レアリティーズ』 - Winter Words – Hits and Rarities (1992年)
- The Best of All About Eve (1999年)
- 『未発表曲集』 - Return to Eden Vol. 1 – The Early Recordings (2002年)
- 『イヴの総て - オール・アバウト・イヴ・コレクション』 - Keepsakes – A Collection (2006年) ※CD&DVD
- Sixty Minutes With (2007年)

### シングル
- "D for Desire" (1985年、Eden)
- "In the Clouds" (1986年、Eden)
- "Our Summer" (1987年、Eden)
- "Flowers in Our Hair" (1987年、Eden)
- "In the Clouds" (1987年、Mercury)
- "Wild Hearted Woman" (1988年、Mercury)
- "Every Angel" (1988年、Mercury)
- "Martha's Harbour" (1988年、Mercury)
- "What Kind of Fool" (1988年、Mercury)
- "Road to Your Soul" (1989年、Mercury)
- "December" (1989年、Mercury)
- "Scarlet" (1990年、Mercury)
- "Farewell Mr. Sorrow" (1991年、Mercury)
- "Strange Way" (1991年、Vertigo)
- "The Dreamer" (1991年、Vertigo)
- "Phased" (1992年、MCA)
- "Some Finer Day" (1992年、MCA)
- "Let Me Go Home" (2004年、Jamtart)
- "Keepsakes" (2006年、Universal)

### 映像作品
- Evergreen (1989年) ※VHS
- Cinemasonic (2003年) ※DVD
- Live in Bonn 1991 (2008年) ※DVD

## 書誌
- Roach, Martin (1993). The Mission; Names are for tombstones, baby. Independent Music Press. ISBN 1-897-78301-9